# Połczyn-Zdrój
Połczyn-Zdrój è un comune urbano-rurale polacco del distretto di Świdwin, nel voivodato della Pomerania Occidentale.
Ricopre una superficie di 343,71 km² e nel 2005 contava 16 155 abitanti.

## Amministrazione

### Gemellaggi
- Templin, dal 1997
- Controguerra, dal 2003